# Kamaz
KAMAZ (Камский автомобильный завод – КАМАЗ / Kamskij avtomobilnij zavod) je ruski proizvajalec cestnih transportnih vozil s sedežem v Naberežnih Čelnah, Tatarstan, Rusija. Svoja vrata je odprl leta 1976. Svoje produkte izvaža v vzhodno Evropo, Latinsko Ameriko, Kitajsko in severno Afriko. Kamazovi tovornjaki so zmagali na reliju Dakar rekordnih dvanajstkrat. Kamaz je največji proizvajalec tovornjakov v Rusiji, letno proizvedejo 93.600 tovornjakov. Ojačane tovornjake uporablja tudi Ruska vojska.

## Zgodovina
- leta 1969 je centralni komite Sovjetske zveze začel z izgradnjo tovarne transportnih vozil v mestu Naberežnije Čelni.
- prvi Kamaz je prišel iz proizvodnih trakov 16. februarja 1976.
- leta 1987 so začeli s proizvodnjo (VAZ-1111). Prvi avto je bil proizveden leta 1987.
- 25. junija 1990 so podjetje reorganizirali v delniško družbo.
- 14. aprila 1993 je požar uničil tovarno motorjev.
- leta 1995 je Kamaz restrukturiral in sodeloval z zahodnimi partnerji, kot je ameriški Cummins in Deloitte in Touche.

- do leta 2005 je imel Kamaz glavni delež v ZMA Oka. Svoj del je prodal družbi Severstal.
- leta 2012 Kamaz proizvede svoj 2.000.000 tovornjak

## Galerija
- Kamaz na Dakar Rally 2004.
- Kamaz v Rusiji
- Kamaz
- Kamaz s protiletalskim sistemom Pancir-S1
- Kamaz v centru Varšave
- KamAZ 43501 vojaški tovornjak
- KamAZ-63968 Tajfun oklepno vozilo
- KamAZ-4308
- KAMAZ-43118 z dvigalom Palfinger
- AC-2,0-40 na KAMAZ-4308 šasiji
- KAMAZ Vistrel